# Triarchy of the Lost Lovers
Triarchy of the Lost Lovers è il terzo album in studio del gruppo musicale Rotting Christ, pubblicato il 1996 dalla Century Media Records. 

## Tracce
1. "King of a Stellar War" – 6:18
2. "A Dynasty from the Ice" – 4:29
3. "Archon" – 4:11
4. "Snowing Still" – 5:42
5. "Shadows Follow" – 4:35
6. "One with the Forest" – 4:33
7. "Diastric Alchemy" – 4:58
8. "The Opposite Bank" – 5:54
9. "The First Field of the Battle" – 5:37

## Formazione
- Sakis “Necromayhem” Tolis - voce, chitarra
- Jim “Mutilator” Patsouris - basso
- Themis “Necrosauron” Tolis - batteria, percussioni